# Jean-Christophe Thouvenel
Jean-Christophe Thouvenel (født 1. oktober 1958 i Colmar) er en fransk tidligere fodboldspiller, der spillede i forsvaret.

## Fodboldkarriere
Thouvenel spillede først i schweiziske Servette FC (1974-1978). Siden spillede han udelukkende i hjemlandet, hvor han først kom til Paris FC, hvorfra han et år senere skiftede til Bordeaux. I Bordeaux spillede han tolv sæsoner, inden han sluttede karrieren med to sæsoner i Le Havre. Med Bordeaux var han med til at vinde tre franske mesterskaber og to Coupe de France-titler.
I 1979 fik han to kampe på Frankrig U/21, hvorpå han debuterede på A-landsholdet i 1983. Han kom med på OL-holdet, der deltog i OL 1984 i Los Angeles, hvor det for første gang var tilladt at stille med professionelle spillere, når blot de ikke havde spillet VM-kampe. Turneringen var derudover præget at den sovjetisk-ledede boykot af legene, der betød, at alle medaljevinderne fra OL 1980 i Moskva ikke deltog. Frankrig vandt sin indledende pulje, og i kvartfinalen besejrede franskmændene Egypten, mens det i semifinalen gik ud over Jugoslavien efter forlænget spilletid. Finalen blev en kamp mellem Frankrig og Brasilien, og den endte med 2-0 til Frankrig, der dermed fik guld, mens sølvet gik til Brasilien og bronzen til Jugoslavien. Thouvenel spillede alle holdets kampe i turneringen, bortset fra finalen.
Han fik yderligere tre kampe på A-landsholdet i 1986-1987.

### Titler
Ligue 1
- 1984, 1985 og 1987 med Bordeaux

Coupe de France
- 1986 og 1987 med Bordeaux

Schweiz' pokalturnering
- 1978 med Servette FC

OL
- 1984 med Frankrig